# Dušan Stojinović
Dušan Stojinović né le 26 août 2000 en Slovénie est un footballeur slovène qui évolue au poste de défenseur central au Jagiellonia Białystok.

## Biographie

### Carrière en club
Il joue son premier match pour le NK Celje le 25 février 2018 face au NK Olimpija Ljubljana lors de la saison 2017-2018. Son équipe s'incline par deux buts à un ce jour-là.
En mars 2020 ses prestations attirent l'intérêt de plusieurs formations européennes dont le Galatasaray SK, l’entraîneur du club stambouliote, Fatih Terim l'ayant supervisé.
Auteur d'une saison pleine en 2019-2020, il remporte le premier titre de sa carrière en étant sacré Champion de Slovénie. 
Le 29 juin 2021 il rejoint le club russe du FK Khimki dans le cadre d'un prêt avec option d'achat,.
Le 27 janvier 2022, les deux clubs se mettent d'accord pour la résiliation du contrat de prêt de Stojinović au FK Khimki et le joueur fait on retour au NK Celje.
Le 26 janvier 2023, Dušan Stojinović rejoint la Pologne afin de s'engager en faveur du Jagiellonia Białystok. Il signe un contrat courant jusqu'en juin 2025.

### En sélection
Dušan Stojinović représente l'équipe de Slovénie des moins de 17 ans entre 2016 et 2017.
Le 11 octobre 2019 Dušan Stojinović joue son premier match avec l'équipe de Slovénie espoirs face à l'Angleterre. Il est titulaire lors de cette rencontre qui se solde par un match nul (2-2).

## Palmarès
NK Celje
- Championnat de Slovénie (1) :
  - Champion : 2019-20.